# 돈 펠더
도널드 윌리엄 "돈" 펠더(영어: Donald William "Don" Felder, 1947년 9월 21일 ~ )는 1974년부터 2001년 이글스의 리드 기타리스트로 활동한 것으로 가장 잘 알려진 미국의 록 음악가 겸 싱어송라이터다. 펠더는 2016년 뮤지션 명예의 전당과 박물관에 헌액되었다.

## 어린 시절 및 음악의 영향
돈 펠더는 1947년 9월 21일 플로리다주 게인즈빌에서 태어났다. 그는 남부 침례교 가정에서 자랐다.
펠더는 《에드 설리번 쇼》에서 엘비스 프레슬리를 라이브로 본 후 처음으로 음악에 매력을 느꼈다. 그는 10살쯤 되었을 때 자신의 첫 기타를 습득했는데, 이 기타는 그가 다섯 살 때 친구와 체리봄 한 줌과 교환했다고 진술했다. 독학한 음악가였던 그는 로큰롤의 영향을 많이 받았다. 15살 때 그는 첫 번째 밴드인 콘티넨털스를 시작했다.
펠더의 가족은 음악 레슨을 받을 여유가 없었지만, 그는 반속도로 재생한 테이프 녹음을 들으면서 귀로 기타를 치는 법을 스스로 터득했다. 그는 버클리 졸업생에 의해 시작된 음악 학교에서 일했는데, 그는 그곳에서 일하는 동안 펠더에게 음악 이론과 약간의 표기법을 가르쳤다.

## 음반 목록

### 이글스
스튜디오 음반
- On the Border (1974년)
- One of These Nights (1975년)
- Hotel California (1976년)
- The Long Run (1979년)

라이브 음반
- Eagles Live (1980년)
- Hell Freezes Over (1994년)

컴필레이션 음반
- Their Greatest Hits (1971–1975) (1976년)
- Eagles Greatest Hits, Vol. 2 (1982년)
- Selected Works: 1972–1999 (2000년)
- The Very Best Of (2003년)
- Eagles (2005년)